# Caprera
Caprera (en sardo Caprèra) es una isla situada al noreste de Cerdeña (Italia), en el archipiélago de la Magdalena que comprende unos 16 km²; y reúne una población de 170 habitantes. En esta isla se encuentra la casa y la tumba de Garibaldi. Pertenece al municipio de La Maddalena. La cima más alta, Monte Teialone alcanza los 212 m s. n. m. La isla es la segunda por extensión después de la de Maddalena y está unida a ella por un puente. Junto con las otras islas del archipiélago constituye un parque protegido y son pocos los habitantes que residen allí, principalmente en la fracción de Stagnali.

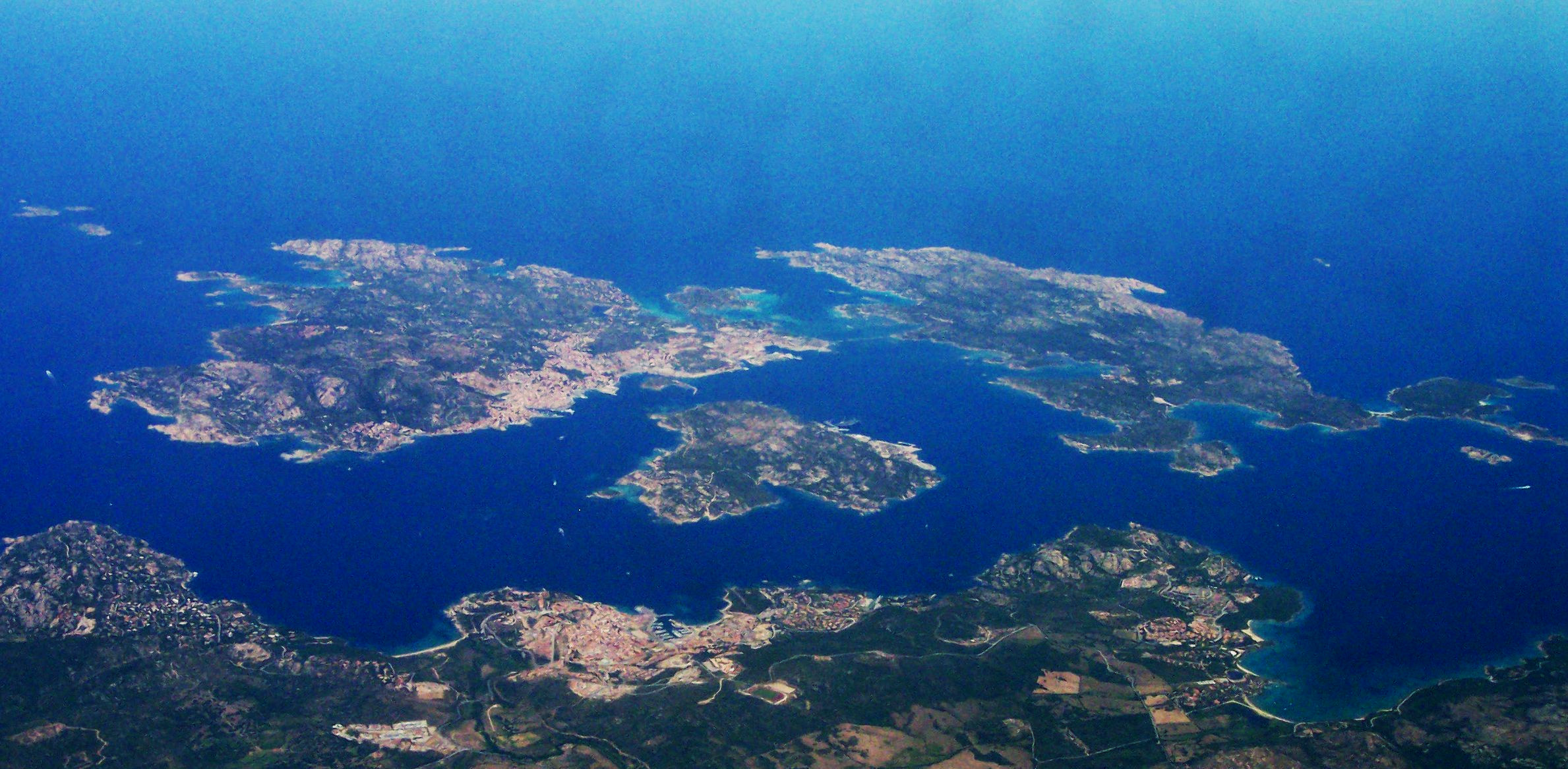
Vista aérea del Archipiélago de la Magdalena. Isla Caprera es la isla grande de la parte centro-superior derecha.

- Datos: Q845310
- Multimedia: Caprera / Q845310